# Kałotinci
Kałotinci (bułg. Калотинци) – wieś w Bułgarii, w obwodzie Pernik, w gminie Zemen. Według danych szacunkowych Ujednoliconego Systemu Ewidencji Ludności oraz Usług Administracyjnych dla Ludności, 15 czerwca 2020 roku miejscowość liczyła 78 mieszkańców.